# Дон Вілкерсон
Дон Ві́лкерсон (англ. Don Wilkerson), повне ім'я До́нальд А. Ві́лкерсон (англ. Donald A. Wilkerson; 6 липня 1932, Моровіль, Луїзіана — 18 липня 1986, Х'юстон, Техас) — американський ритм-енд-блюзовий і джазовий тенор-саксофоніст.

## Біографія
Народився 6 липня 1932 року в Моровілі, штат Луїзіана. Після формальної домашньої музичної освіти, почав грати на альт-саксофоні, коли навчався у вищій школі в Х'юстоні, штат Техас. Професіональний дебют відбувся в Дейтоні, Техас.
У 1948 році приєднався до Еймоса Мілберна; також працював в Лос-Анджелесі з Чарльзом Брауном з 1948 по 1949 роки. З 1950 по 1954 роки працював в Х'юстоні; потім приєднався до Рея Чарльза. Взяв участь у записах ранніх пісень Чарльза, зокрема «Come Back Baby», «I Got a Woman» і «This Little Girl of Mine».
Як соліст дебютував на лейблі Riverside у 1960 році з альбомом The Texas Twister, який спродюсував Кеннонболл Еддерлі. Потім з 1962 по 1963 роки записав три альбоми на Blue Note, спродюсовані Айком Квебеком.
Останні роки життя провів в Х'юстоні, де і помер 18 липня 1986 року.

## Дискографія
- The Texas Twister (Riverside, 1960)
- Elder Don (Blue Note, 1962)
- Preach Brother! (Blue Note, 1962)
- Shoutin' (Blue Note, 1963)